# Frans Blom
Frans Ferdinand Blom, född 9 augusti 1893 i Köpenhamn, död 23 juni 1963 i San Cristóbal i Mexiko, var en dansk arkeolog och upptäcktsresande.

## Biografi
Efter att ha tagit examen från Københavns universitet ville hans föräldrar bli av med honom, så Blom blev tvingad att åka till Mexiko på en enkelbiljett. Han var i tjänst hos ett oljebolag och hjälpte till att kartlägga och utforska områdena Veracruz, Tabasco och Chiapas där han försökte hitta olja. Blom var dock mer intresserad av Mayafolket och dess förfäder än letandet efter olja. Redan på hans första resor träffade han olika arkeologer som tyckte hans arbete om Mayafolket var intressant, och Blom blev mer och mer intresserad av arkeologi. Efter ett erkännande och stöd från samtida forskare inom Maya-området, lämnade han oljeindustrin för gott.
Vintern 1922-1923 arbetade Blom i Palenque och hittade delar av gammal konst och arkitektur från Mayafolket. Han donerade stora delar av sina upptäckter till Nationalmuseum.

Blom tog examen från Harvard University i arkeologi 1925. Under tiden han studerade inrättade han institutionen för mellanamerikansk forskning. Detta var år 1924, och han blev 1926 chef för institutionen, vars bibliotek och samlingar han utökade rejält. 

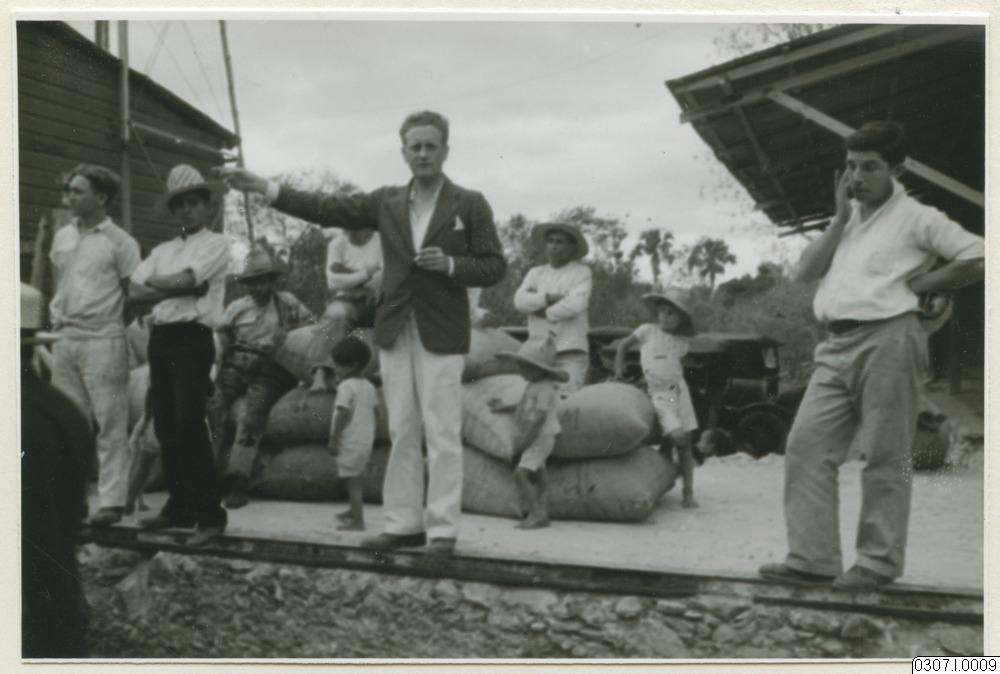
Frans Blom i Muna Yucatan, 1932

Med etnologen Oliver La Farge genomförde Blom en historisk expedition i Mellanamerika. Han undersökte många ruiner, och studerade olmekkultur. Redogörelsen är publicerad i Tribes and Temples I–11, New Orleans 1926–27.
Blom flyttade hem till Danmark kort efter expeditionen med La Farge, men i slutet av 1940-talet flyttade han till Mexiko. Där träffade han sin andra hustru och de levde i en villa i östra Mexiko till Bloms död.
Blom dog den 23 juni 1963 och är begravd på San Cristóbal de Las Casas.